# محمد الخلفي
محمد الخلفي (2 مارس 1937 - 21 ديسمبر 2024)، هو ممثل مغربي، يُعد من رواد الجيل الأول للمسرح المغربي. من أشهر أدواره دور أبو الحزم بن جهور في ملوك الطوائف.

## سيرته
ولد محمد الخلفي في الدار البيضاء بتاريخ 2 مارس 1937. لعب أدوارًا مختلفة على خشبة المسرح وشارك في العديد من اللقاءات والعروض الفنية والمسرحية. أول لقاءٍ له مع المسرح كان عام 1957 في مسرح الهواة برفقة الطيب الصديقي و أحمد الطيب العلج وغيرهما، وبعدها بدأ مسيرته برفقة أسماء أخرى في الميدان المسرحي. أسس في سنة 1959 فرقة «المسرح الشعبي» ثم فرقة «الفنانين المتحدين» التي قدمت سبعة مسرحيات، أولها مسرحية «العائلة المثقفة» التي لعبت فيها الفنانة ثريا جبران دور البطولة. كان أيضًا من الأوائل الذي التحقوا بالتلفزيون منذ انطلاقته الأولى بالمغرب بداية ستينيات القرن العشرين، حيث قدم أول مسلسل تلفزيوني بوليسي يحمل عنوان «التضحية»، ثم بعد ذلك مسلسل «بائعة الخبز».
شارك في العديد من الأعمال، ومنها فيلم «سكوت، اتجاه ممنوع» للمخرج عبد الله المصباحي، وفيلم «هنا ولهيه» للمخرج محمد إسماعيل، إلى جانب مشاركته في المسلسل التاريخي «ملوك الطوائف»، وكان أحد أفراد عائلة بنزيزي في سلسلة «لالة فاطمة» التي أنتجتها القناة 2.

## وفاته
توفيَّ يوم السبت 21 ديسمبر 2024 ميلاديًا الموافق 20 جمادى الآخرة 1446 هـ هجريًا عن عمرٍ ناهز السابعة والثمانين. جاءت وفاته بمنزله في نواحي مدينة الدار البيضاء بعد صراع طويلٍ مع المرض، حيث كان قد غادر المستشفى في 19 ديسمبر 2024 بعد حوالي شهرين من مكوثه فيها بسبب تدهور حالته الصحية.

## روابط خارجية
- محمد الخلفي على موقع IMDb (الإنجليزية)
- محمد الخلفي على موقع قاعدة بيانات الأفلام العربية